# Bermuda i olympiska sommarspelen 1948
Bermuda deltog med 12 deltagare vid de olympiska sommarspelen 1948 i London. Ingen av landets deltagare erövrade någon medalj.